# Albert Richter
Albert Richter (Colònia, Rin del Nord-Westfàlia, 14 de novembre de 1912 - Lörrach, 2 de gener de 1940) fou un ciclista alemany, especialista en el ciclisme en pista, concretament en la prova de Velocitat. El 1932 va guanyar el Campionat del Món de Velocitat amateur i de 1933 a 1939 va obtenir set medalles en la categoria professional competint amb grans ciclistes com el belga Jef Scherens, el neerlandès Arie van Vliet o el francès Louis Gérardin.
Opositor al nazisme, Richter es va negar sempre a fer la salutació feixista o a portar el mallot amb l'esvàstica, fins que no va tenir-hi més remei. Fidel sempre al seu entrenador, el jueu Ernst Berliner, el 31 de desembre de 1939 va ser detingut per la Gestapo quan retornava a Suïssa —a on s'havia refugiat després de l'esclat de la Segona Guerra Mundial— després de competir a Alemanya. Dos dies més tard va ser trobat mort en un camp de "correcció" de Lörrach. Els nazis van donar diverses versions de la seva mort; però, quan el seu germà va veure'n el cos el mateix dia de la seva mort, aquest era ple de sang i amb impactes de bales.
Després de la seva mort, la Federació Alemanya de Ciclisme va eliminar totes les referències als seus triomfs; però Ernst Berliner va lluitar perquè es recuperés la seva memòria i les seves victòries van ser recuperades. Des de 1977, un velòdrom a Colònia duu el seu nom.

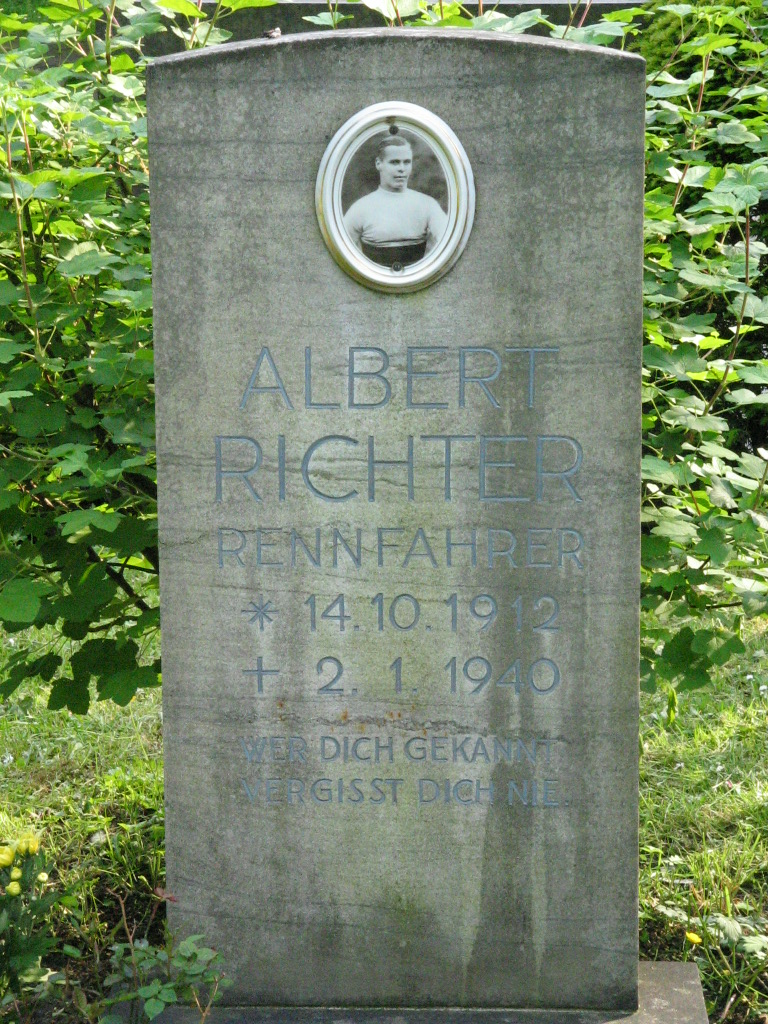
Tomba d'Albert Richter a Colònia

## Palmarès
- 1932
  -  Campió del món en Velocitat amateur
  - 1r al Gran Premi de París amateur
- 1933
  -  Campió d'Alemanya en Velocitat
- 1934
  -  Campió d'Alemanya en Velocitat
  - 1r al Gran Premi de París
  - 1r al Gran Premi de l'UCI
- 1935
  -  Campió d'Alemanya en Velocitat
  - 1r al Gran Premi de l'UVF
- 1936
  -  Campió d'Alemanya en Velocitat
- 1937
  -  Campió d'Alemanya en Velocitat
- 1938
  -  Campió d'Alemanya en Velocitat
  - 1r al Gran Premi de París
  - 1r al Gran Premi de l'UVF
- 1939
  -  Campió d'Alemanya en Velocitat
  -  Campió d'Alemanya en Velocitat
  - 1r al Gran Premi de Berlín

## Referències

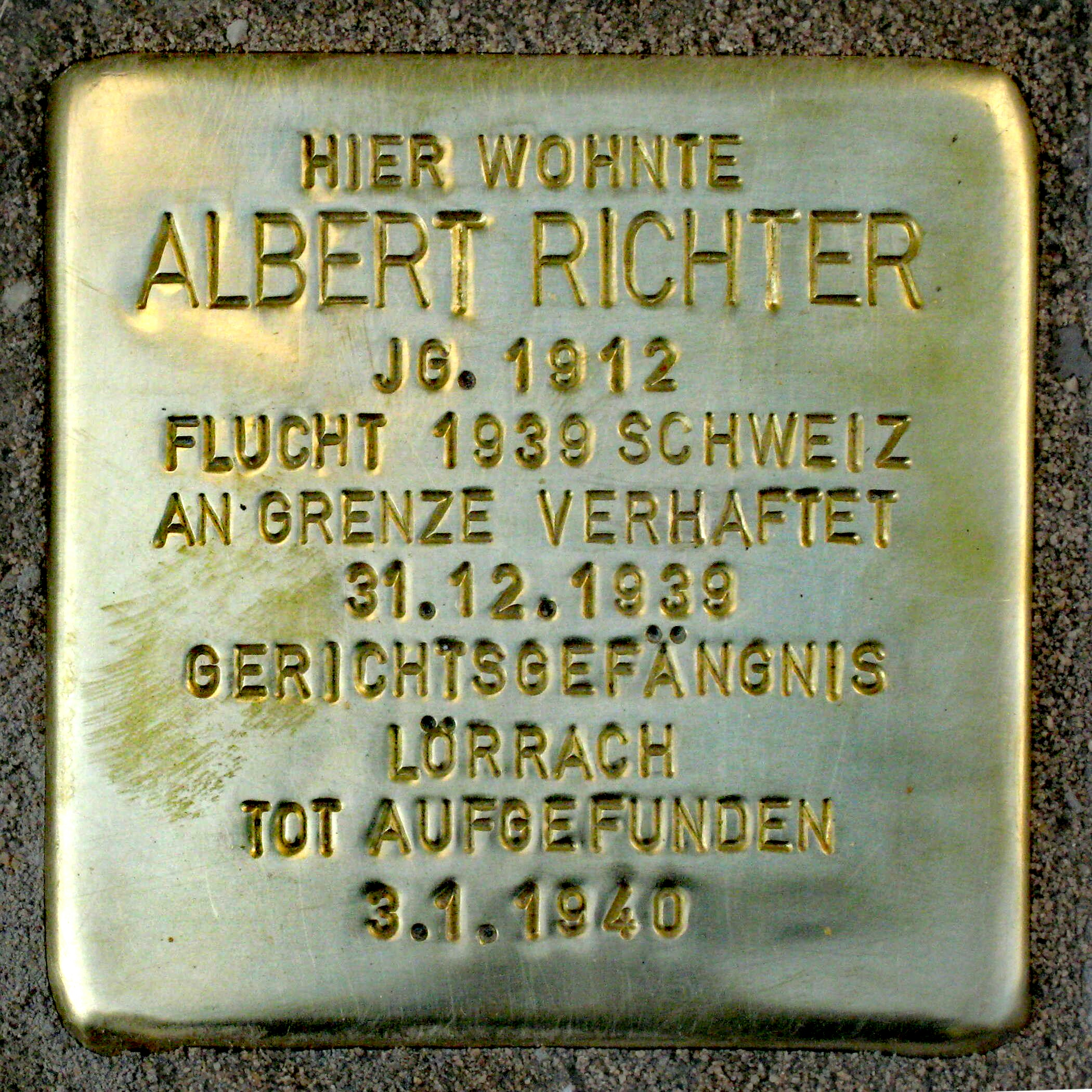
Placa commemoratica